# Rick Wanamaker
Rick Wanamaker (eigentlich Richard Wanamaker; * 20. März 1948) ist ein ehemaliger US-amerikanischer Zehnkämpfer.
1971 wurde er mit seiner persönlichen Bestleistung von 7989 Punkten US-Meister und siegte bei den Panamerikanischen Spielen in Cali.
1970 holte er für die Drake University startend den NCAA-Titel.